# Weidesprinkhaan
De weidesprinkhaan (Chorthippus dorsatus) is een rechtvleugelig insect uit de familie veldsprinkhanen (Acrididae), onderfamilie Gomphocerinae.

## Kenmerken
De lichaamskleur is groen of soms bruin, de randen van het halsschild zijn recht. Aan de onderrand van de vleugel is het chorthippuslobje aanwezig. Mannetjes bereiken een lengte van 14 tot 17 millimeter, de vrouwtjes zijn 18 tot 21 mm lang.

### Onderscheid met andere soorten
Verwarring is mogelijk met de krasser en de zompsprinkhaan, deze soorten hebben echter een duidelijk donkere knie aan de achterpoot. Met de kustsprinkhaan is de weidesprinkhaan alleen te onderscheiden door naar de vleugeladering te kijken, het zogenaamde radiaalveld van de weidesprinkhaan is recht, terwijl die van de kustsprinkhaan geknikt is.

## Verspreiding en habitat
In Nederland werd de soort beschouwd als uitgestorven na de voorlaatste waarneming in 1992 te Denekamp. Echter, in 2018 werd een exemplaar waargenomen in natuurgebied Lonnekerberg en een populatie bij Fort Pannerden. In België komt de weidesprinkhaan alleen in het uiterste zuidoosten voor in Lotharingen. De habitat bestaat uit graslanden zoals wegbermen en slootkanten.

## Levenswijze
De weidesprinkhaan is actief gedurende de maanden juli tot september, de mannetjes laten zich vooral horen tussen 9 uur in de ochtend tot 7 uur in de avond. Het geluid bestaat uit een serie knarsende geluiden die eindigen in een krasachtig getjirp. Het geluid is zacht en moeilijk te horen.